# ISO 3166-2:AI
ISO 3166-2:AI是國際標準化組織所訂定的一組行政區代碼，為ISO 3166-2中關於安圭拉行政區劃的子集。
当前没有ISO 3166-2代码分配给安圭拉。安圭拉正式分配的ISO 3166-1二位字母为 AI